# Gangsta Luv
«Gangsta Luv» (с англ. — «Гангстерская любовь») —  первый сингл американского рэпера Snoop Dogg, с десятого студийного альбома Malice n Wonderland. Сингл был спродюсирован Трики Стюартом и The-Dream как сопродюсер, который также исполнил вокальную партию в треке. Сингл доступен для цифрового скачивания с 6 октября 2009 года как первый официальный сингл с Malice n Wonderland, изданный после промосингла «Millionaire».

## Список композиций
Цифровая дистрибуция
| №  | Название                              | Автор(ы)                        | Продюсер(ы)               | Длительность |
| -- | ------------------------------------- | ------------------------------- | ------------------------- | ------------ |
| 1. | «Gangsta Luv» (feat. The-Dream)       | C. Broadus, T. Nash, C. Stewart | Tricky Stewart, The-Dream | 4:17         |
| 2. | «Gangsta Luv» (Mayer Hawthorne G-Mix) |                                 | Mayer Hawthorne           | 3:50         |

## Чарты
В последнюю неделю, 7 ноября 2009 года, «Gangsta Luv» дебютировал в Billboard Hot 100 под номером 57. На следующей неделе, позиция трека упала до 60 места, но поднялась до 55 места на третьей неделе. 17 декабря 2009 года сингл попал в Top 40 под номером 35.
| Чарт (2009)                          | Пик позиция |
| ------------------------------------ | ----------- |
| New Zealand Singles Chart            | 13          |
| U.S. Billboard Hot 100               | 35          |
| U.S. Billboard Hot R&B/Hip-Hop Songs | 24          |
| U.S. Billboard Pop Songs             | 39          |
| U.S. Billboard Rap Songs             | 5           |

## Внешние ссылки
- Full lyrics of this song в MetroLyrics Архивная копия от 3 декабря 2013 на Wayback Machine